# Diego Ezequiel Aguirre
Diego Ezequiel Aguirre (ur. 11 stycznia 1993 w Buenos Aires) – argentyński piłkarz, grający na pozycji napastnika.

## Kariera piłkarska

### Kariera klubowa
Wychowanek klubu Nueva Chicago, w barwach którego w 2011 rozpoczął karierę piłkarską. W sezonie 2013/14 został wypożyczony do Deportivo Español. Od 2015 występował w klubach Deportivo Laferrere, Unión Santiago i Deportivo Armenio. Latem 2017 przeszedł do chilijskiego Deportes Valdivia. 29 sierpnia 2017 podpisał kontrakt z Arsenałem Kijów. 2 lipca 2018 został piłkarzem łotewskiego FK Spartaks Jurmała.

## Sukcesy i odznaczenia

### Sukcesy piłkarskie
Arsenał Kijów
- mistrz Ukraińskiej Pierwszej Ligi: 2017/18